# Yücel Yıldırım
Yücel Yıldırım (* 5. September 1993 in Gebze) ist ein türkischer Fußballspieler.

## Karriere
Yıldırım begann seine Karriere bei seinem Heimatverein Gebzespor, mit denen er am Ende der Saison 2012/13 den Abstieg aus der TFF 3. Lig hinnehmen musste, anschließend spielte er 26 mal in der Bölgesel Amatör Lig, insgesamt lief er 45 mal für Gebzespor auf. 2014 wechselte er zu Tavşanlı Linyitspor.